# 六十七 (鑲紅旗)
六十七（穆麟德轉寫：liošici），字居鲁，也被称为六居鲁，亦陸世琦（六十七同音），自号游外散人，滿洲鑲紅旗人，瓦爾喀部瓜尔佳氏，穆哈達七世孫。六十七為清朝官員，曾任内阁中书、刑部主事、礼部員外郎、監察御史、戶科給事中、滿籍巡視臺灣監察御史，後因稻穀採購弊案與失職等事被兩任福建巡抚上參本，更因此被革巡視臺灣監察御史之職。六十七是歷任巡視臺灣監察御史中任期最久的一位，任期為1744年至1747年，達3年又11日。六十七在任內巡視臺灣各地時，將所見所聞詳加考證，並予以記錄，是為《臺海采風圖考》，其中對平埔族風俗有所記載。子进士那穆齐礼。

## 生平
雍正元年试翻译，授中书舍人。乾隆七年，工部尚书哈达哈（瓜尔佳氏费英东玄孙，傅尔丹之子）以礼部员外郎六十七为人正气保举请旨择用（第一历史档案馆），乾隆九年三月二十五日（1744年5月7日），六十七以戶科給事中自書山手上接任滿籍巡視臺灣監察御史，此前六十七曾任內閣中書、刑部主事、禮部員外郎，且就任禮部員外郎時應不晚於雍正十三年（1735年）。乾隆十年十一月初六日（1745年11月28日），乾隆帝下旨，讓六十七再留任巡視臺灣監察御史兩年。在六十七巡視臺灣監察御史任内，臺灣社會安定平和，因此六十七在任内與漢籍巡視臺灣監察御史兼提督學政范咸共同重修編訂《臺灣府志》（即《重修臺灣府志》），並編著《使署閒情》、《游外詩草》、《臺陽雜詠》等文集。
六十七在任內巡視臺灣各地時，將所見所聞詳加考證，並予以記錄，是為《臺海采風圖考》，隨後命畫工繪圖數冊，是為《臺海采風圖》。《臺海采風圖考》分物產及平埔族風俗兩部，其中後者共有48則條目，今人又作《番社采風圖考》，而其附圖則作《番社采風圖》。
後來，福建巡撫周學健上奏朝廷有關六十七稻穀採購弊案之事，乾隆帝於乾隆十一年十二月十一日（1747年1月21日）下旨申飭六十七。再後來，翌任福建巡撫陳大受上奏朝廷有關歷任巡視臺灣監察御史收受養廉銀、強索各縣提供「輪值供應」賄金、要求各縣措辦強加夫車、濫准差拘、多留胥役、滋擾地方等失職之事，六十七因此於乾隆十二年四月初九日（1747年5月17日）以「積習相沿，因循滋弊」之罪被革職。

## 家族
根据本溪瓜尔佳氏宗谱、那穆齐礼会试齿录、镶红旗满洲档案、第一历史档案馆、台湾故宫人名权威资料、清实录、起居录、内阁大库档、《钦定八旗通志》、《八旗通志初》、《八旗满洲通谱》、《雪屐寻碑录》等史料整理如下：
- 八世祖：世居瓦爾喀地方瓜爾佳氏穆哈達，入镶红旗。穆哈達和镶蓝旗瓦尔喀部长札尔赳（查尔纠）同族（见八旗通谱、八旗通志初集）。又根据本溪市思山岭《瓜尔佳氏宗谱》记载，哈穆达的祖先居苏完，原文高祖穆哈达为满洲著姓永矩苏完安褚拉库长白山内爱河（内河、多尔济河）乡居付色克，所以祖上和苏完、安褚拉库瓜尔佳氏有关联。查尔纠一支从龙入关，入镶蓝旗，管理镶蓝旗第四㕘领第七佐领，其子颜布理（雅母布立）统领，授为骑都尉，从征沈阳阵亡，赠二等轻车都尉，雅母布立次子格尔特（格尔泰）先后随多尔衮、济尔哈朗、墨尔根辖即李国翰、明安达礼征战东北、四川、贵州、镇江江宁各地，败郑成功余寇，俘获船一双，优授为一等轻车都尉兼一云骑尉。（见八旗通志初集）。
- 七世祖：穆哈達次子歪他入镶红旗毓英佐领、长子岳尔他入镶蓝旗。此支本溪瓜尔佳氏墓上亦有记载为“奉天厢红旗兼管多罗克勤郡王包衣门下壮丁毓瑛佐领陈满州瓜尔佳氏”。后裔在本溪一支改姓徐、佟。
- 六世祖：歪他长子查哝阿，查哝阿有兄弟多人。
- 五世祖：查尔卡。
- 高祖父：所新（硕新）、生子珲吉那（顧济纳）。所新的堂兄弟噶錫屯（噶什屯、噶石屯、刚石吞）为内河路长，率親族歸努尔哈赤世授佐領轻车都尉之職，其子叶楞额（叶楞格）为皇太极赐婚王氏女。清实录、满洲实录等资料记载：太祖命穆哈连伐之，获马四十匹。时纳林布禄背盟，将所获尽夺之，仍擒穆哈连送与蒙古。又将锦台什（金台石）之女与蒙古喀尔喀部斋赛贝勒结亲。其布占泰亦因与叶赫通，将满泰妻都都祐氏所珍铜锤，遣使送与纳林布禄。又将满洲所属瓦尔喀部内安楚拉库、内河二处路长罗屯（他塔喇氏）、噶什屯（镶红旗瓜尔佳氏）、旺吉努（王吉努，镶红旗瓜尔佳氏，王柱之弟）三人许献叶赫，请其使而招服之。《盛京开原关氏宗谱》本为苏完瓜尔佳氏费英东后裔一支族谱，但其中《关氏世系》亦将瓦尔喀地方的镶红旗瓜尔佳氏名臣噶锡屯、宏世录、劳萨等列入。
- 曾祖父母：顧济纳（族谱记作珲吉那）、妻费莫氏。
- 曾叔祖：洪世禄（弘世禄、宏世禄、宏世录、洪什卢），穆哈达四世孙，噶什屯之孙，随定西将军爱星阿出征，擒获永历帝，又随信郡王鄂扎、大学士图海、统领哈克三（佟佳氏）、副都统吴丹（金台石曾孙）击败察哈尔布尔尼，又随征南将军赖塔、都统勒贝、希佛、玛奇(那拉氏)、祖植椿、总督金光祖在平定三藩立功，世袭轻车都尉，官镶红旗蒙古、镶红旗满洲副都统，子龙科（隆科）、孙武格（五格）、曾孙雅图先后袭爵。《八旗通志初集》、《雪屐寻碑录》墓碑有其介绍。其父叶楞格（叶楞额）为皇太极赐婚王氏。洪世禄兄英古德（应古德），佐领、护军参领，随敬谨亲王尼堪征湖南战败，革职，《顺治实录》。
- 祖父母：顧尔德（族谱记作古尔德、吉尔德）、妻辉发氏
- 叔祖：副都统达尔占（达尔霑），曾兼管理镶红旗满洲第一参领第一佐领，因达尔占为多罗惠郡王博爾果洛家举用，分隶多罗惠郡王门下，庄亲王推荐另外人接管此佐领。后来侄曾孙那穆齐礼管理过此镶红旗满洲第一参领第一佐领。（见八旗通志等史料）
- 伯叔：伯父都统议政大臣新泰、亦辛泰，家谱记作新太，康熙四十三年由步军总尉升正黄旗汉军副都统，康熙四十四年由正黄旗汉军副都统改镶红旗蒙古副都统，康熙四十六年由镶红旗蒙古副都统升正红旗护军统领，康熙四十七年由正红旗护军统领升镶红旗蒙古都统。康熙四十八年，康熙派都统辛泰和其他王公大臣轮番看守大阿哥允禔。康熙五十一年，由镶红旗蒙古都统调归化城都统，康熙五十四年和济席哈弟費雅斯哈孫，素丹子富察素图，在阿尔泰屯兵应对外敌入侵哈密，为将军参赞。康熙五十六年卸任，由宗室楚宗接替归化城都统，康熙五十七年疑涉朱天保复立废太子允礽案被罚（康熙实录、起居录）；另一伯父关舒，字泰叔，官翰林院笔帖式，有《坦庵遗稿》，伊福纳《白山诗钞》卷四有其诗），法式善《梧門詩話》有：关舒官翰林院時攝龎事，玉堂清署咸著題咏，至今猶有傳其句者，風雅之繫人心深矣哉，关舒弟关宝（观保、观宝，字惟善，伊福纳《白山诗钞》卷四有其诗）皆能诗，兄弟两人不求仕贵，诗词为时人推服。叔父有鸟枪营营长兼佐领佛保定藏有功，授世袭云骑尉。雍正三年，镶红旗满洲都统果郡王允礼奏：佐领佛保于康熙五十七年十一月为鸟枪营营长，随副都统保色（亦瓜尔佳氏）进藏。雍正元年五月二十一日病故。佛保无后嗣，佛保之弟，披甲五十五袭云骑尉。叔父热河河屯副将四十八。
- 父母：南泰（亦安泰、族谱记作关太，历官户部郎中、临清关监督、翰林院侍讲学士）、妻赵佳氏（兆佳或肇佳氏）伊成格之女，见那穆齐礼乾隆二十二年进士齿录。镶红旗满洲档案显示，雍正三年，雍正发现南泰在康熙年间临清关监督任上亏空数万两，子时任内阁中书六十七和族人家产田地俸禄全抵赔，也难以还清，革职鞭一百，犹如曹頫家案发。
- 妻：原妻叶尔呼勒氏（即伊尔库勒氏或钮呼勒氏、钮祜禄氏）；继妻孙氏或孙佳氏，辅国公绰克託（敦诚、敦敏曾祖）门下三等护卫色亨额（塞亨额、色亨额）之女，尚书托恩多胞妹。（见那穆齐礼乾隆二十二年进士齿录）。
- 子：那穆齊禮，為乾隆二十二年（1757年）丁丑科二甲進士，官至詹事，娶妻孙氏或孙佳氏，尚书托恩多之女。[8] 那穆齐礼业师为台湾知府徐治民嫡堂侄乾隆七年进士徐浩（字号飞山，徐浩是镶黄旗教习升江南泰州运判徐兆宣之孙，雍正五年进士由知县累官礼部员外郎徐安民之子，北京市大兴人，原籍绍兴，寓居天津。徐浩后来官肃州知州、太原府知府、冀宁道。徐浩嫡堂伯徐治民官台湾知府））。
- 侄孙：乾隆十六年翻译进士后官监察御史给事中五霖布（亦武霖布、乌林布，比叔叔那穆齐礼年长，那穆齐礼乾隆二十二年年进士）、其子富勒贺（福勒贺、福勒和、傅勒赫）在乾隆22年前，已官右翼宗学教习候补主事（见那穆齐礼齿录），和前辈曹雪芹曾在右翼宗学教习共事。

## 友人
六十七知名友人包括：礼部员外郎庆柱（字号松乔、容斋），尹继善之侄、辽东三老之一戴亨（见戴亨《庆芝堂诗集》赠六居鲁即六十七的诗词记载：戴亨在庆柱宅授课认识六十七，落魄时，朋友几乎没有，六十七依然对其友好，还让其子那穆齐礼执子侄礼），六十七的《使署閒情》里诗赠者有：进士范咸、庄年、舒輅、書山、覺羅雅爾哈善、伊福訥、德齡等。

## 外部連結
- 番社采風圖 （页面存档备份，存于）

| 官衔        | 官衔                                               | 官衔          |
| ----------- | -------------------------------------------------- | ------------- |
| 前任： 書山 | 巡視臺灣監察御史（滿） 1744年5月7日－1747年5月17日 | 繼任： 伊靈阿 |